# Яким Лучански
Яким Стоянов Лучански е български учител и общественик.

## Биография
Роден е в Лозно, Кюстендилско. Завършва Кюстендилското педагогическо училище и работи в него като основен учител.
Два пъти Народен учител.
Макар мандатът на общинските съвети да е изтича през 1916 г., заради Първата световна война (1915-1918 г.), нови избори за съвети не се провеждат, а техния мандат се продължава за неопределено време. След завършване на войната, с примирието от 29 септември 1918 г., тогавашното правителство на Демократическата партия с министър-председател Александър Малинов разтуря общинските съвети. Вместо тях за временно общинско управление от Министерството на вътрешните работи назначават Общински тричленни комисии.
Яким Лучански е привърженик на Демократическата партия и като такъв бива назначен от правителството на поста председател на Кюстендилската общинска тричленна комисия на 1 ноември 1918 г. Временно тя изпълнява функциите на кмета. Краткото време на управление на Яким Лучански и множеството трудности и партийни борби не му позволяват да се изяви с някаква съществена инициатива. На 7 януари 1919 г. мандатът на тричленката е прекратен от следващото коалиционно правителство на Теодор Теодоров.